# 大薗誠司
大薗 誠司（おおぞの せいじ、1969年2月5日 - ）は、日本の経営者。宮崎県出身。株式会社ハンズマン代表取締役社長。株式会社ハンズマン会長:大薗明照の息子。

## 略歴
- 1993年（平成5年）3月 - 慶應義塾大学理工学部卒業。
- 1993年（平成5年）4月 - 三和銀行（現:三菱UFJ銀行）入行。
- 1995年（平成7年）4月 - 株式会社ハンズマン入社。
- 1995年（平成7年）9月 - 株式会社ハンズマン専務取締役就任。
- 2006年（平成18年）7月 - 株式会社ハンズマン代表取締役社長就任（現任）。

## テレビ出演
- 日経スペシャル カンブリア宮殿 熱狂店舗～常識を激変させる『店』作り（2010年9月20日、テレビ東京）[1]